# Yuma Murakami
Yuma Murakami (Japans: 村上右磨, Murakami Yuma) (Obihiro, 12 december 1992) is een Japanse langebaanschaatser. Murakami is gespecialiseerd in de 500 meter, waarbij de Japanner vooral indruk maakt door zeer snel te starten. Met ingang van seizoen 2023/2024 maakt hij deel uit van Team Gold onder leiding van Johan de Wit.

## Persoonlijke records
| Afstand    | Tijd    | Datum            | Baan      |
| ---------- | ------- | ---------------- | --------- |
| 500 meter  | 33,89   | 10 december 2021 | Calgary   |
| 1000 meter | 1.10,38 | 12 februari 2021 | Nagano    |
| 1500 meter | 1.55,79 | 12 februari 2016 | Nagano    |
| 3000 meter | 4.29,36 | 11 januari 2008  | Hachinohe |

(laatst bijgewerkt: 28 december 2022)

## Resultaten
| Jaar | WK Afstanden           | Olympische Spelen | Wereldbeker       |
| ---- | ---------------------- | ----------------- | ----------------- |
| 2016 |                        |                   | 38e 500m 0p 1000m |
| 2017 | 11e 500m               |                   | 17e 500m          |
| 2018 |                        |                   | 33e 500m          |
| 2019 | 5e 500m                |                   | 5e 500m           |
| 2020 | 14e 500m 4e teamsprint |                   | 5e 500m           |
|      |                        |                   |                   |
| 2022 |                        | 8e 500m           | 6e 500m           |
| 2023 | 4e 500m                |                   | 500m              |
| 2024 | 9e 500m                |                   | 500m              |